# Ecocrop
Ecocrop je bila baza podataka koja se koristila za određivanje podobnosti useva za određeno okruženje. Razvijena od strane Organizacije za hranu i poljoprivredu Ujedinjenih nacija (FAO) pružala je informacije koje predviđaju održivost useva na različitim lokacijama i klimatskim uslovima. Takođe je služila kao katalog biljaka i karakteristika rasta biljaka.

## Spoljašnje veze
- Zvanični veb-sajt